# Walter Norman Haworth
Sir Walter Norman Haworth (19. ožujka 1883., Chorley, Lancashire – 19. ožujka 1950., Barnt Green, Worcestershire) bio je britanski kemičar najpoznatiji po istraživanju askorbinske kiseline (vitamin C) na Birminghamskom sveučilištu. 
Godine 1937. je primio Nobelovu nagradu "za istraživanje ugljikohidrata i vitamina C". Nagradu je podijelio sa švicarskim kemičarom Paulom Karrerom koji je radio na drugim vitaminima.

## Vanjske poveznice
- Walter Haworth's biography at the Nobel Prize Web Site